# Repos pendant la fuite en Égypte
Le Repos pendant la fuite en Égypte est une partie de l'épisode de  la Fuite en Égypte du Nouveau Testament. 

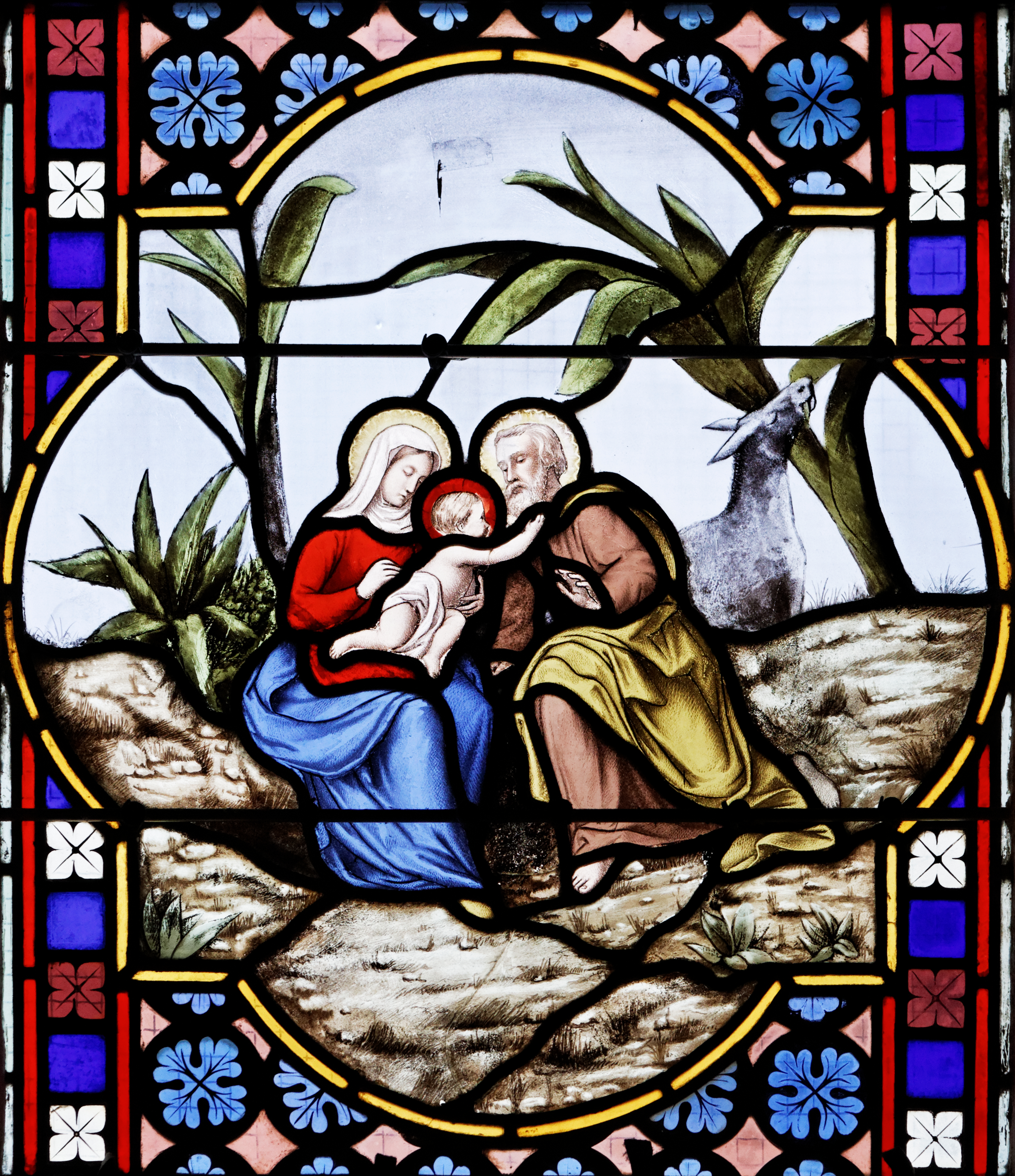
Vitrail de la cathédrale Saint-Corentin de Quimper.

L'Évangile selon Matthieu est la source première du récit mais n'évoque pas précisément cet épisode de la Fuite (2, 13-23). Il faut se tourner vers l'évangile apocryphe du pseudo-Matthieu qui décrit cette scène également appelée le Miracle du palmier.
Strictement, il rassemble la Sainte Famille (Marie de Nazareth, Joseph et l'Enfant Jésus), peu après la naissance de Jésus, pendant une halte dans leur voyage  depuis la Judée vers l'Égypte pour échapper au roi Hérode qui met à mort les enfants de moins de deux ans (Massacre des Innocents) voulant éliminer ainsi le futur « roi des Juifs », un ange ayant prévenu Joseph dans un songe. Ils reviendront sept ans plus tard, avertis, également par l'ange, de la mort d'Hérode. La Vierge désirant manger les fruits d'un palmier sous lequel elle s'est assise en fit la demande à Joseph. Ce dernier lui répondit que ces derniers étaient beaucoup trop hauts et qu'il s'inquiétait davantage du manque d'eau. Alors le Christ ordonna au palmier de se courber pour permettre à sa mère de se nourrir, ce qu'il fit. Une fois les fruits cueillis, le Christ ordonna au palmier de se redresser et lui promit une place au Paradis de son père. Le palmier obtempéra et d'entre ses racines surgit une source d'eau claire et fraîche.

## Représentation dans les arts

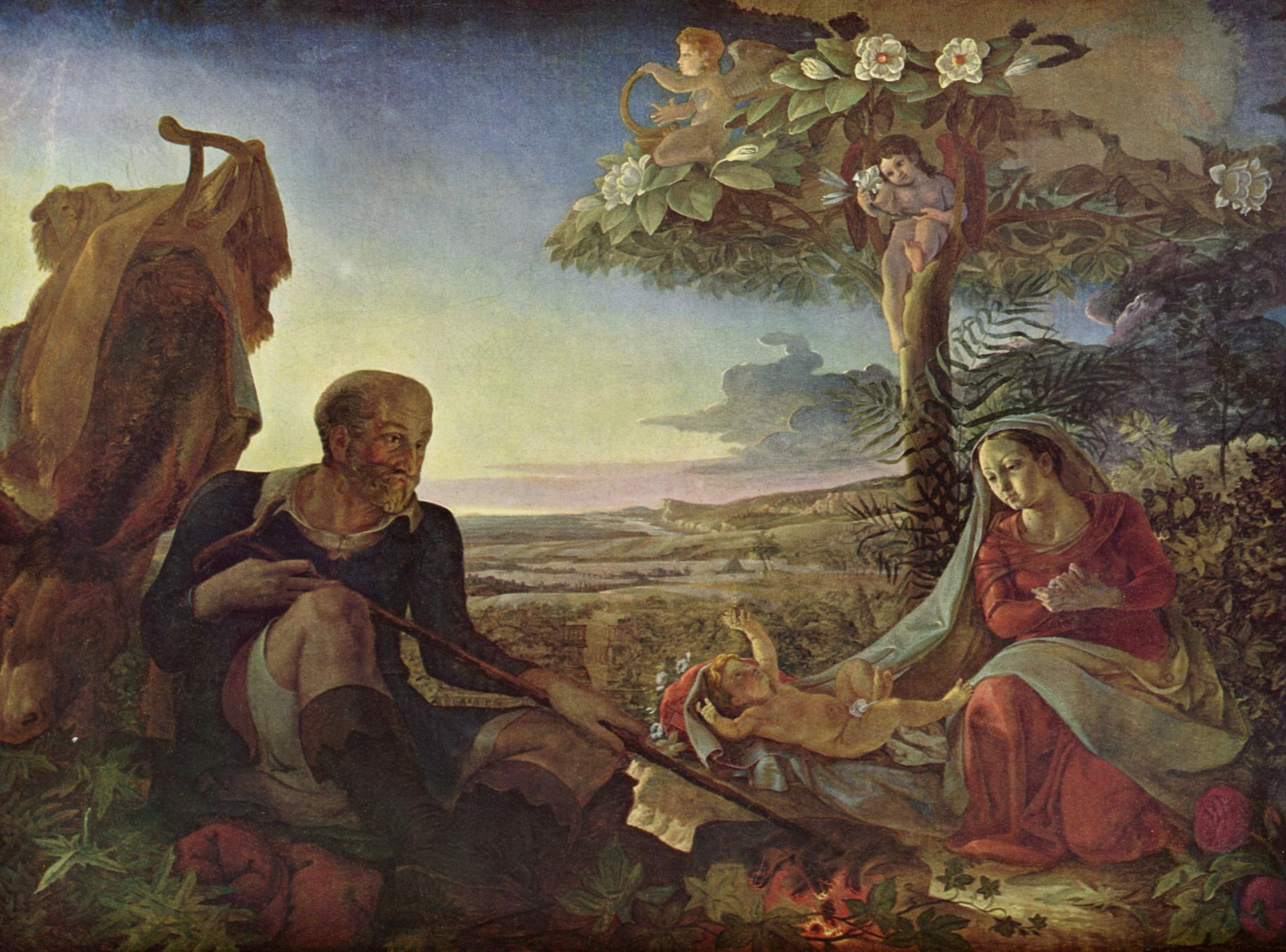
L'épisode par Philipp Otto Runge.

La scène représentée est celle de leur repos sur ce chemin (d'autres tableaux représentent plus largement La Fuite en Égypte, les personnages marchant avec un âne portant Marie et l'Enfant).
Les anges peuvent accompagner la Sainte Famille dans cet épisode miraculeux.
L'âne, ou le mulet (comme dans La Fuite en Égypte du Titien) qui peut aussi être présent, permet de décoder la scène, quand elle comprend la rencontre avec le petit saint Jean, comme située pendant le retour de la Fuite en Égypte (chez Raphaël : La Sainte Famille avec saint Jean-Baptiste et La Madonna del Passeggio).

### En peinture
- ... par Fra Bartolomeo
- Repos pendant la fuite en Égypte par Lucas Cranach l'Ancien
- Repos pendant la fuite en Égypte par Joachim Patinier
- ... par Dosso Dossi
- ... par Lorenzo Monaco
- ... par Albrecht Altdorfer
- ... par Albrecht Dürer
- Le Repos pendant la Fuite en Égypte par Le Caravage
- Repos pendant la fuite en Égypte par Federico Barocci
- ... par Orazio Gentileschi
- ... par Francesco Mancini
- ... par Corrado Giaquinto
- ... par Gérard David
- ... par Ippolito Andreasi
- ... par le Maître des Disciples de Liège à Emmaus
- ... par Pier Francesco Mola
- ... par Simone Cantarini
- ... par Philipp Otto Runge
- ... par Lucas van Leyden
- ... par Giuseppe Cades
- ... par Fragonard
- ... par François Boucher
- ... par Nicolas Poussin
- ... par Hans Memling
- Le Repos pendant la fuite en Égypte par Luc-Olivier Merson
- Le Repos en Égypte Louis Gauffier, 1792

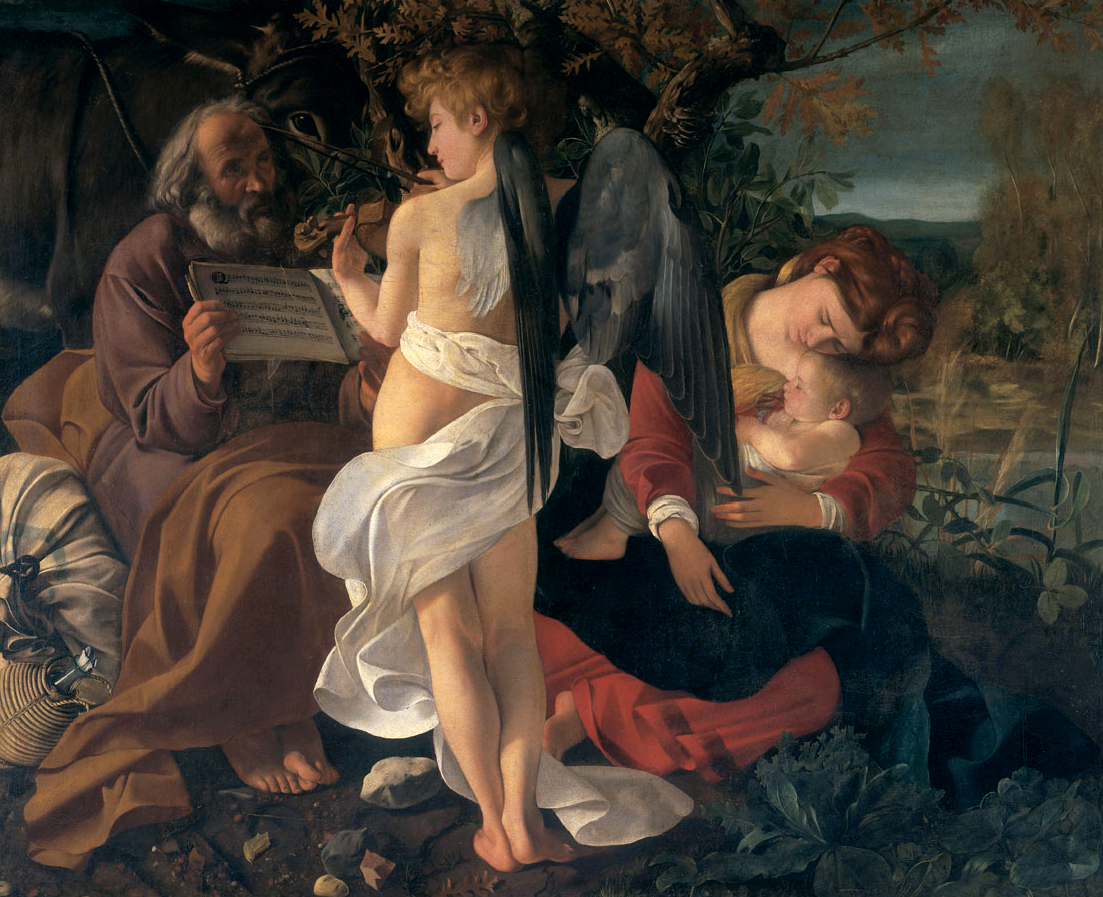
... par le Caravage.
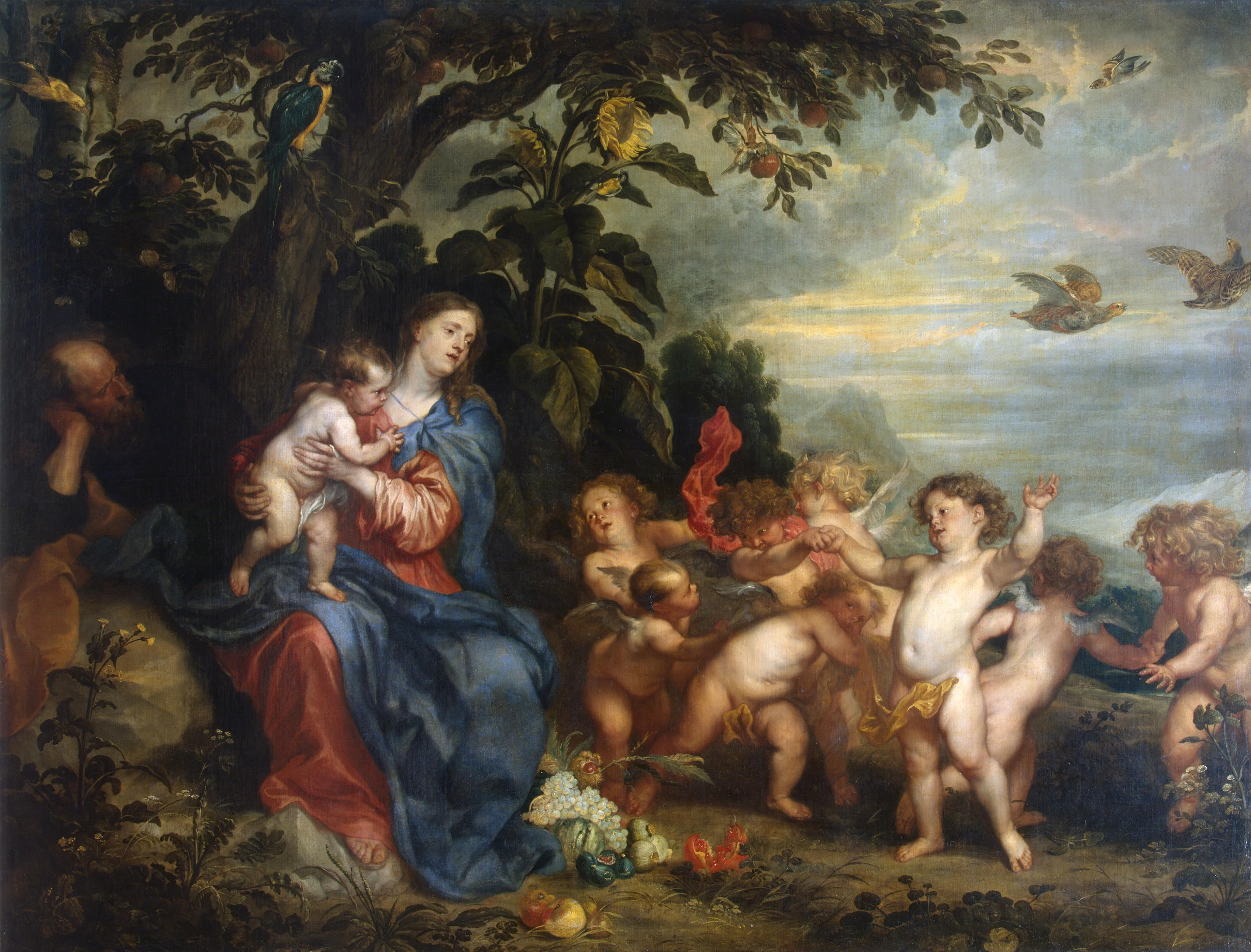
... par Antoine van Dyck et Paul de Vos.
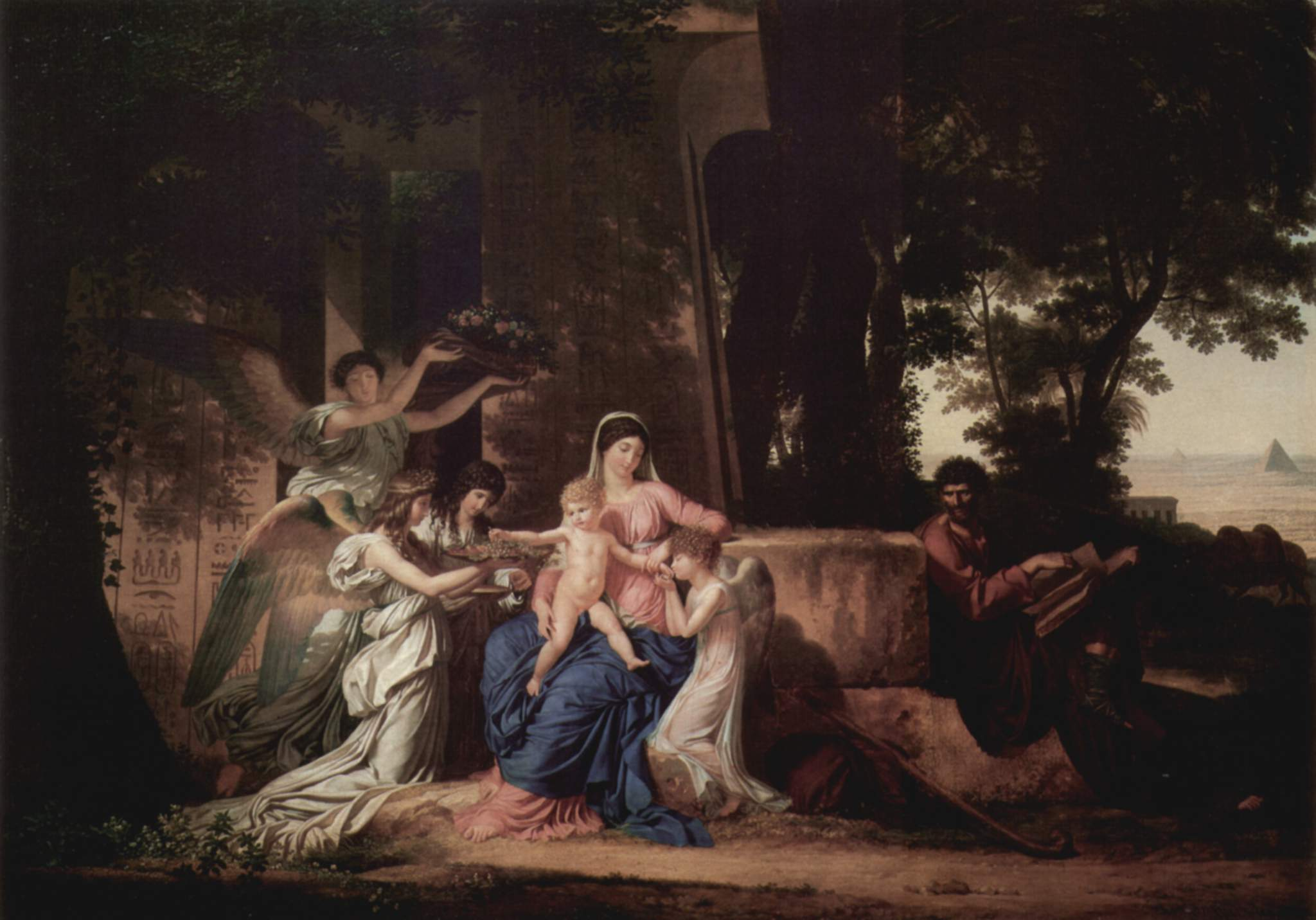
Louis Gauffier, Le Repos en Egypte, 1792.
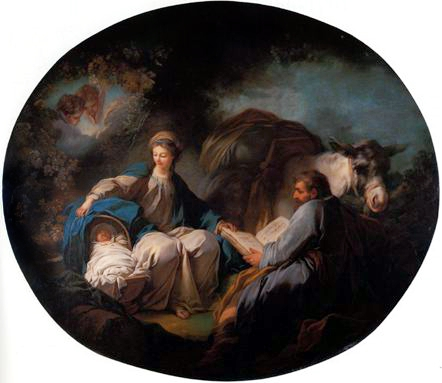
... par Fragonard.